# Чэнь Юньлинь
Чэнь Юньлинь (род. в дек. 1941, Хэйшань, пров. Ляонин) — китайский политик, член ЦК КПК (1997—2007, кандидат с 1992 года).
Член КПК с 1966 года, член ЦК КПК 15-16 созывов (кандидат 14 созыва).

## Биография
Окончил Пекинский сельскохозяйственный институт (1967), химик.
Затем прошёл путь от техника до директора химзавода в г. Цицикар.
В 1981 году перешёл с завода на работу в мэрию Цицикара директором городского экономического планового комитета.
В 1983-85 гг. мэр Цицикара.
Затем работал директором комиссии по реструктуризации экономики в народном правительстве пров. Хэйлунцзян, в 1987—1994 годах заместитель губернатора.
С 1994 года заместитель, с января 1997 года по июнь 2008 года начальник Канцелярии по делам Тайваня при Госсовете Китая.
С июня 2008 года по 16.04.2013 глава китайской Ассоциации за развитие связей между берегами Тайваньского пролива (ARATS). Первый глава этой организации со времени её основания в 1991 году, посетивший Тайвань.
Женат.